# 臺南市歷史街區計畫
臺南市歷史街區計畫是為了保存台南市歷史街區內的歷史老屋，及周邊環境風貌的一項計畫。計畫始自民國101年（2012年）通過的《臺南市歷史街區振興自治條例》，透過歷史街區計畫的指認，以獎勵或補助的方式，引導民間歷史老屋進行改建或再利用，以振興地方藝術文化和產業經濟。不同於文化資產保存法通常對單棟古蹟或歷史建築的指定，歷史街區為多個街區的範圍，且區內建築亦無禁限建的問題。該計畫由臺南市政府文化局主辦。
在經過歷史及建物調查研究後，台南市陸續劃定了四個歷史街區。在歷史街區內或其周邊的老屋或土地之所有權人或使用人，可向計畫申請補助用來整修建物，或是經營文化及教育推廣事業。經費補助由「臺南市歷史街區振興委員會」徵選，採取競爭型機制，並得依預算額度核定補助案件數量。

## 補助類別
補助類別依各個歷史街區有些許不同，大致分為以下類別：
- 歷史老屋類：對象為民國60年（1971年）前興建完成，具歷史、文化並有保存再生價值之建築物者，補助內容包含建物整修、管線更新、結構補強及立面景觀美化。

- 非歷史老屋類：配合歷史街區環境景觀，進行一般建築之整建或新建。
- 文化經營類：於歷史老屋從事有助於延續街區內在地特色產業、文化內涵，或有助於促進生活之未來特色產業。
- 教育推廣類：有助於歷史街區文化內涵振興、歷史街區意識深化或新化歷史街區內閒置空間綠美化之計畫。

## 已公告之歷史街區

### 鹽水歷史街區

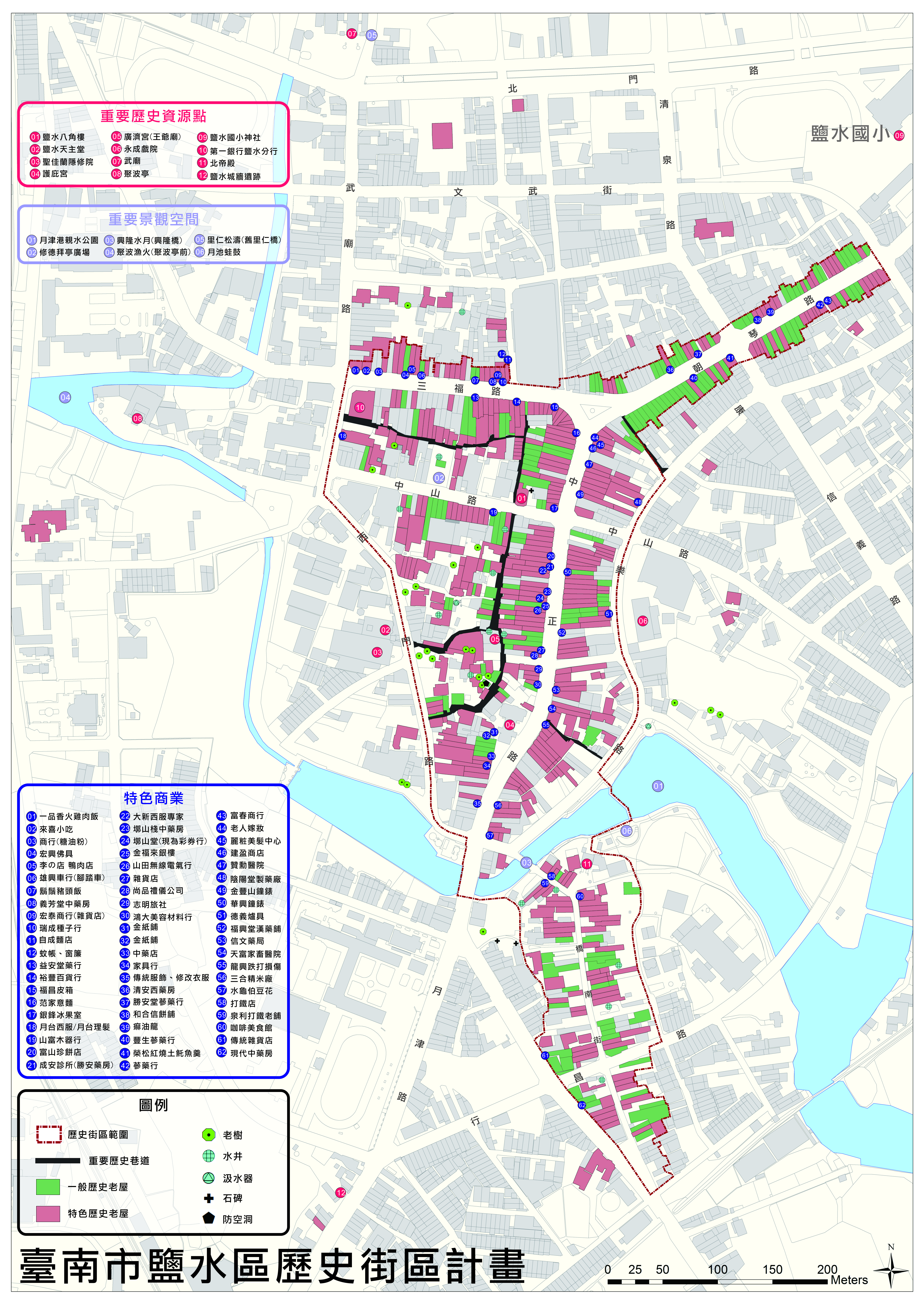
鹽水歷史街區範圍

鹽水歷史街區於104年（2015年）9月公告，範圍包括三福路、朝琴路兩側；三福路、康樂路、西門路圍塑之街廓範圍；以及橋南街兩側。鹽水在清代作為倒風內海的港口而興盛一時，雖然隨著港口機能的消退而失去行政及經濟中心地位，鹽水目前仍保有過去的街道紋理及老舊建築，並因鹽水蜂炮及月津港燈節成為重要的旅遊景點。
鹽水區歷史街區內之歷史老屋共計585棟一般老屋共計170棟；特色老屋共計415棟。在中正路兩側有較為連續且完整的日治時期街屋。在巷道內則保有許多清代的閩式街屋及閩式平房。

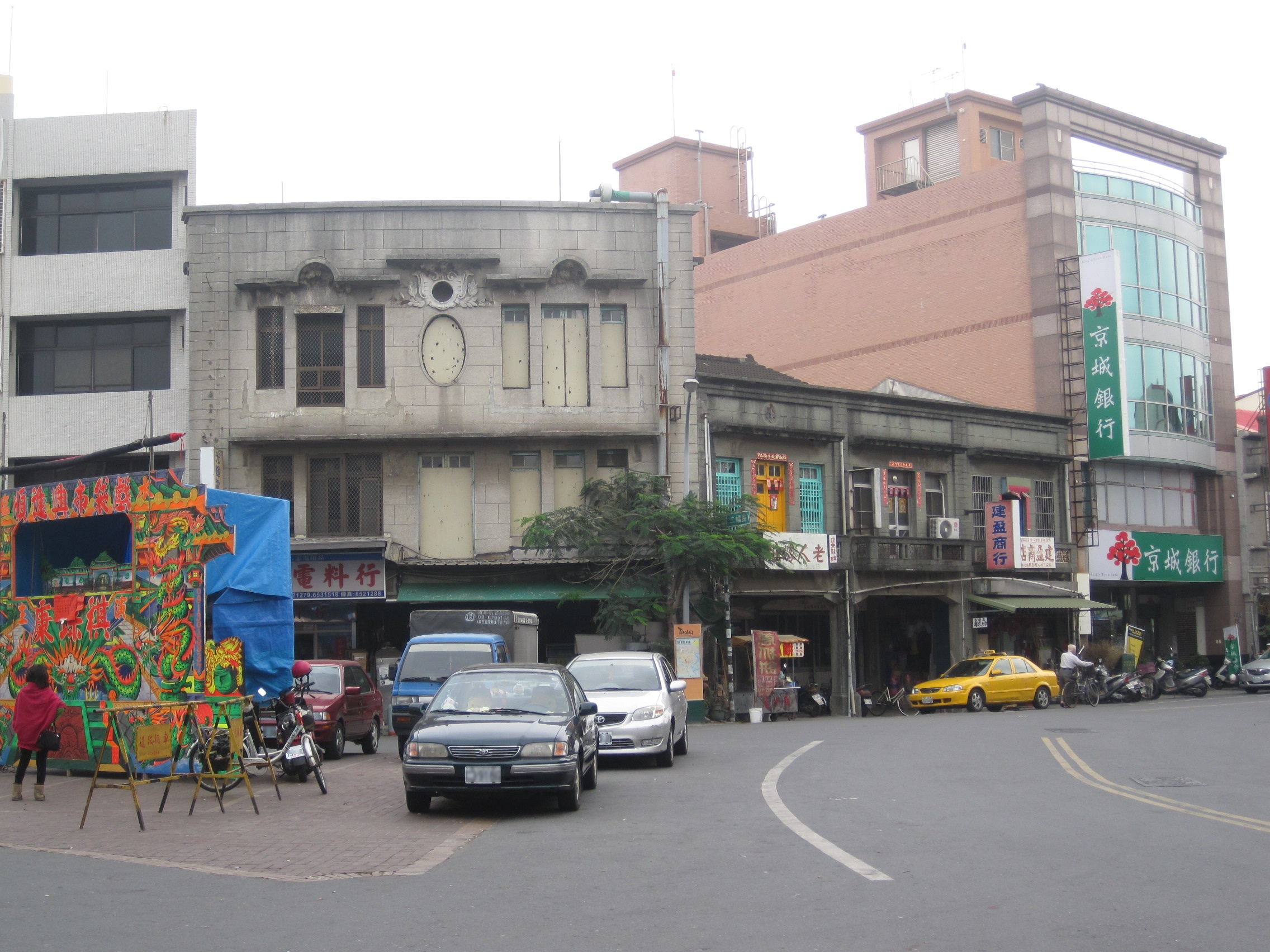
鹽水老街街景
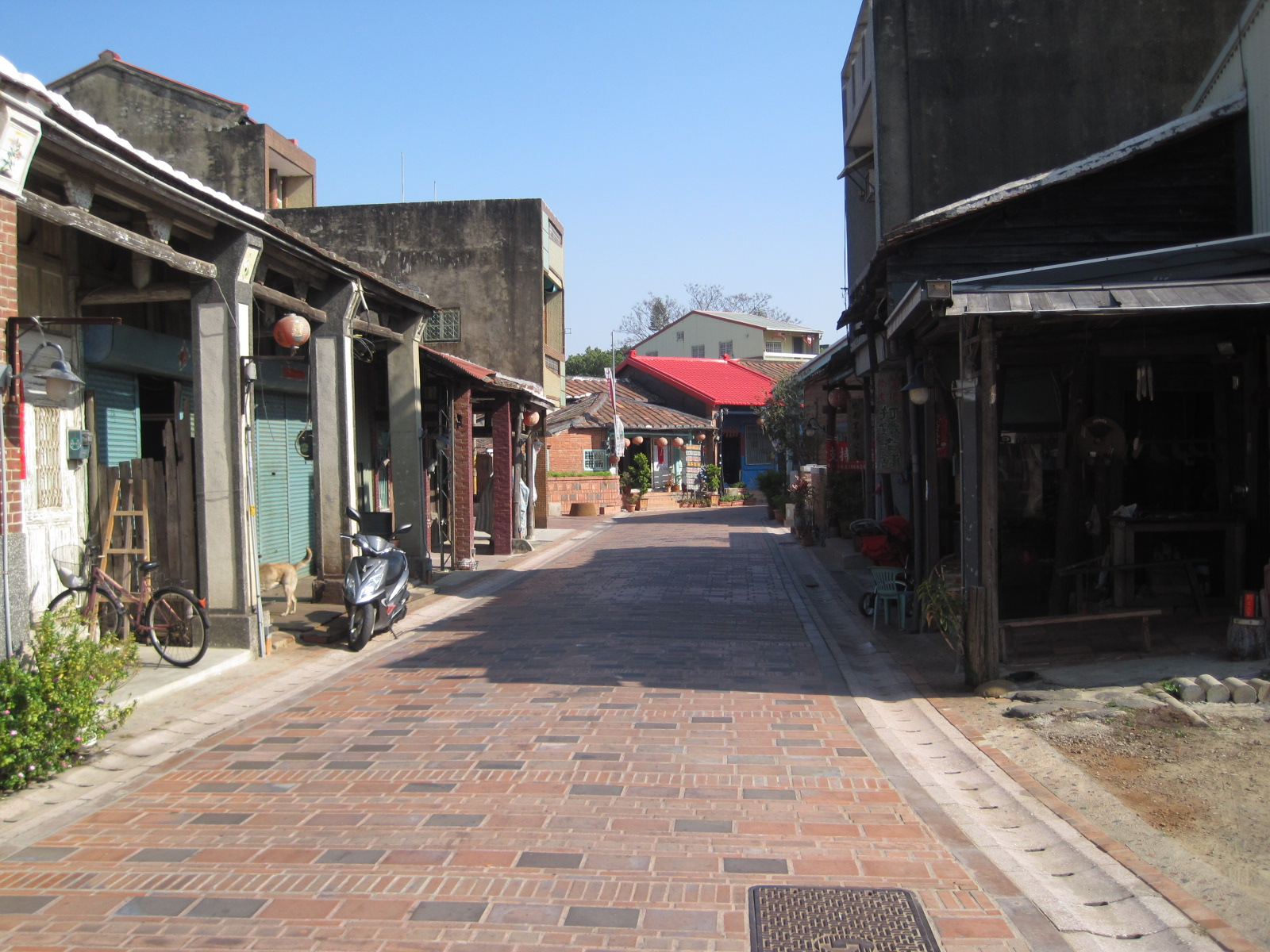
鹽水橋南老街

### 府城歷史街區

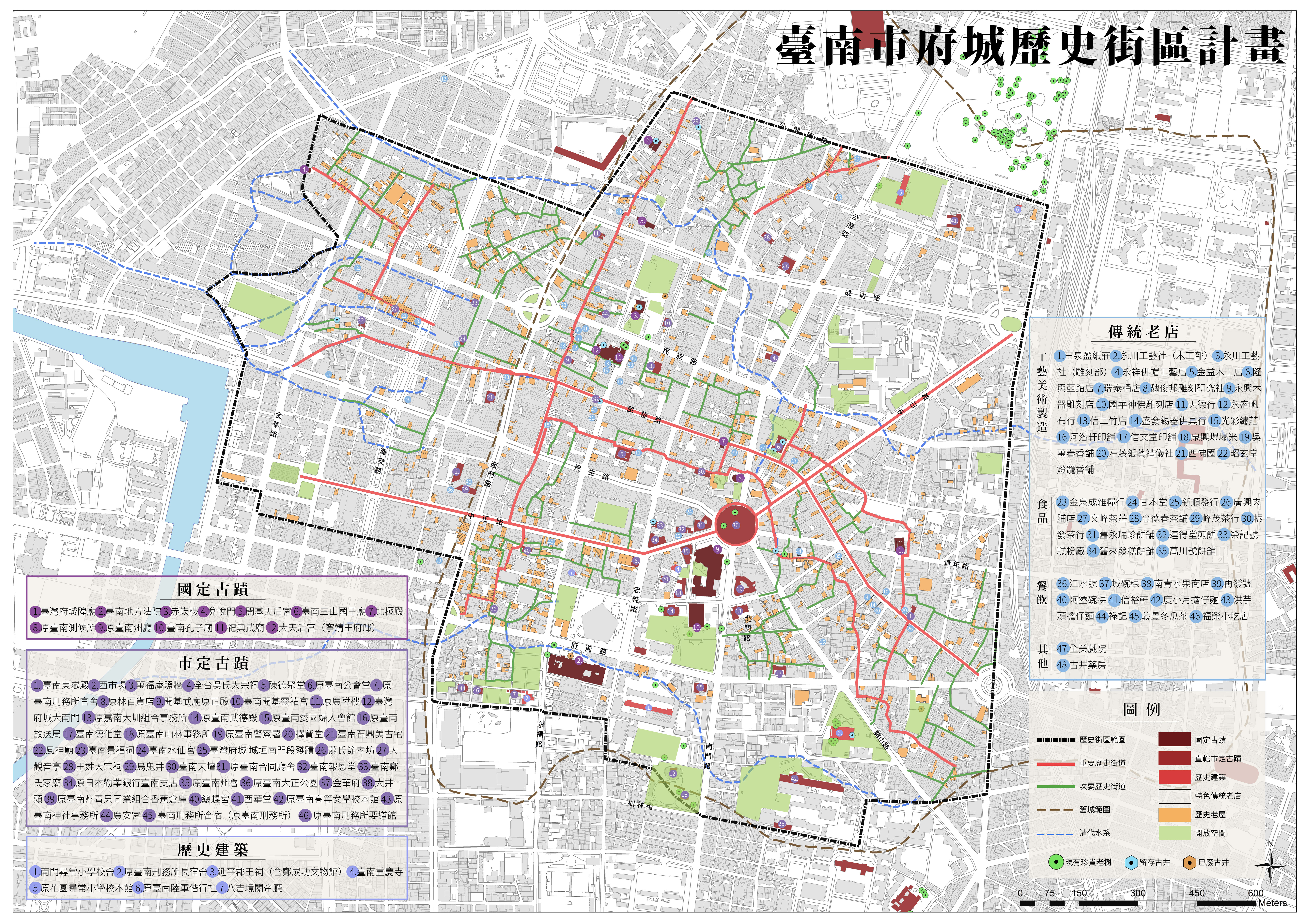
府城歷史街區範圍

府城歷史街區於106年（2017年）3月公告，目前第一階段範圍北至成功路、公園南路；東以北門路為界； 南經樹林街、府前路、及友愛街；西臨運河及民權路三段，為歷史資源較集中的地區。置於第二階段則考慮擴大歷史街區，以全面包含清代城牆的範圍。為了進一步保存府城歷史風貌，將府城歷史街區範圍擴大至竹溪、成功大學周邊與臺南運河周邊之緩衝區草案正在研擬中。
府城的城市紋理以清代的巷弄，舊河道，和日治時期的市區改正為基礎；加上公告的古蹟及歷史建築、其他重要景觀及設施、特色商店、以及特殊的廟宇交陪活動，構成了府城特殊的城市空間。府城歷史街區內的特色歷史老屋共計1235個建物單元。計畫期望達成歷史街道的再詮釋，營造重要的歷史節點，以及河道紋理的保存，以保存府城的歷史氛圍。

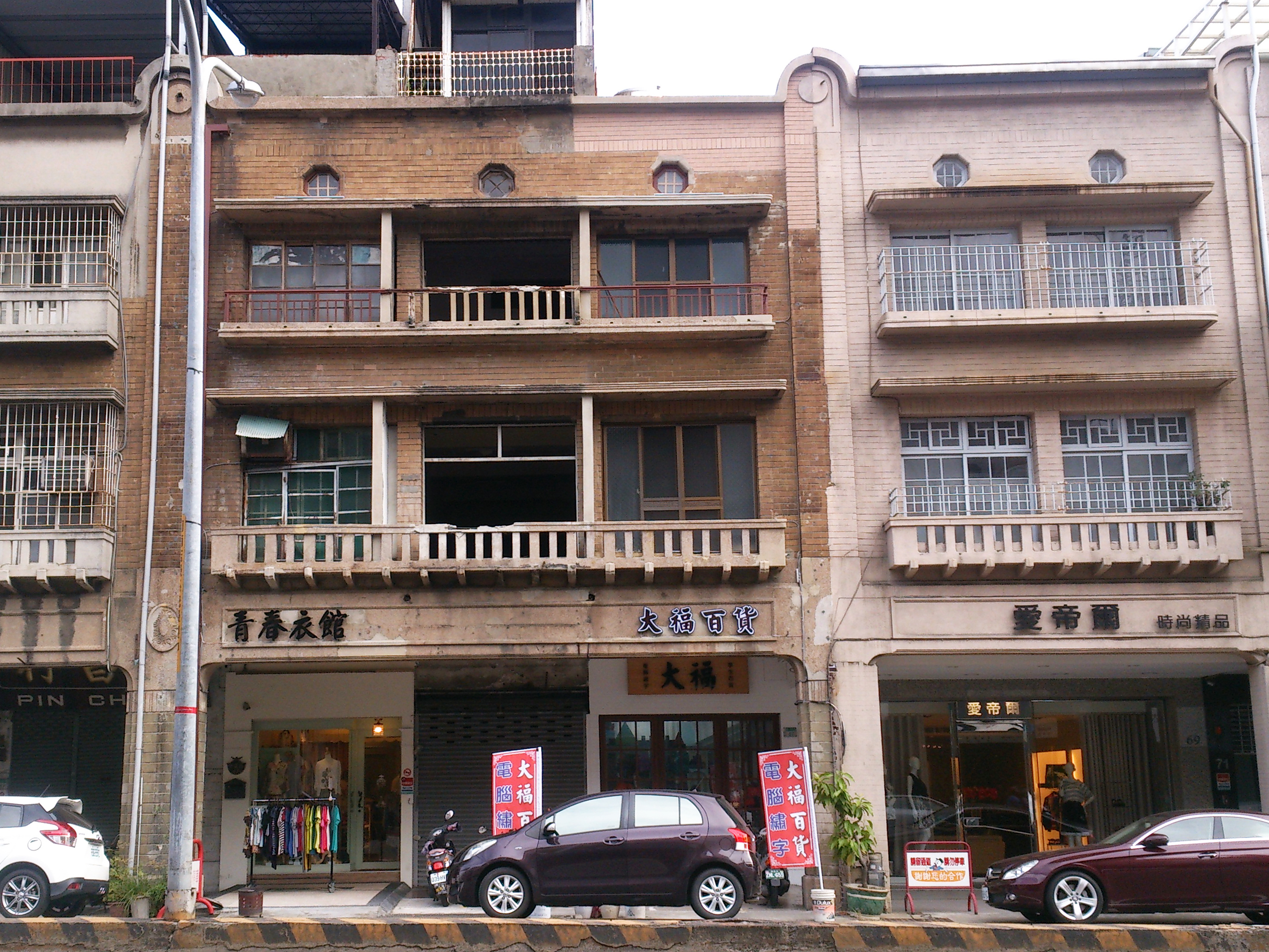
台南市中西區中正路街屋
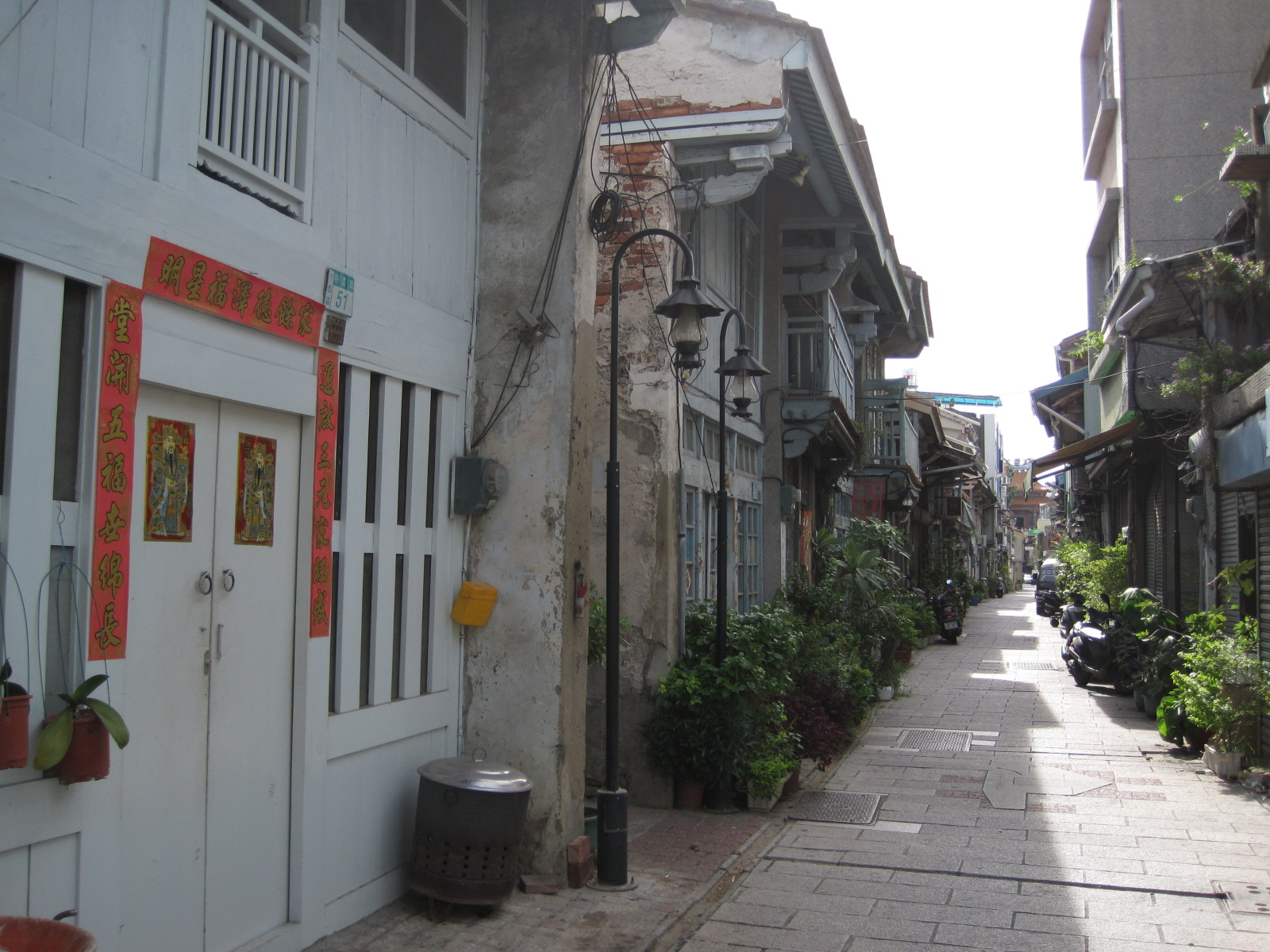
神農街

### 新化歷史街區

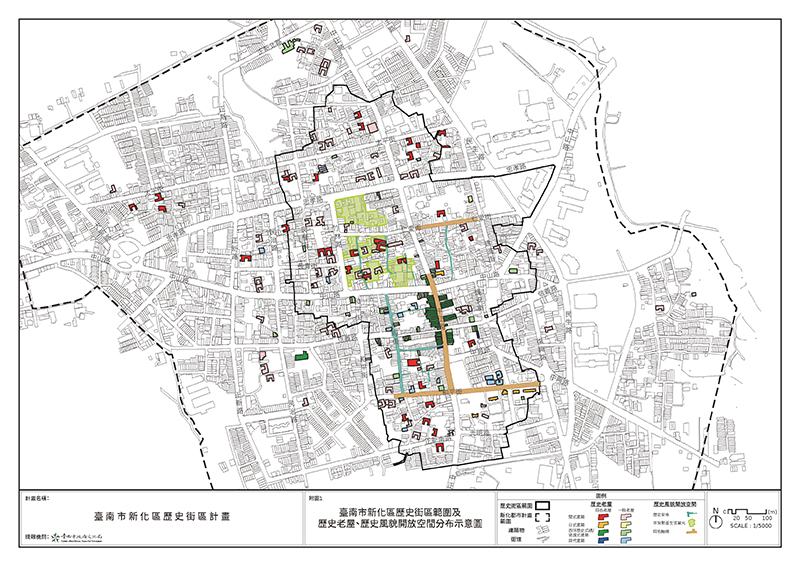
新化歷史街區範圍

新化歷史街區於107年（2018年）7月公告，範圍以中山路和中正路為核心，包含仁愛街、學仔巷、和平街、民族街和大同街等巷道。新化原名大目降，為平埔族西拉雅族的聚落，因地處平原進入山區的交通要道，當地逐漸發展而形成市集。日治時期實施的市區改正，塑造了今日新化老街的風貌。區內有至今有多處指定公告的有形及無形文化資產。
新化老街上的建築較具有完整的西洋歷史式樣，區內的街廓中亦有許多的閩式合院及些許日式建築。

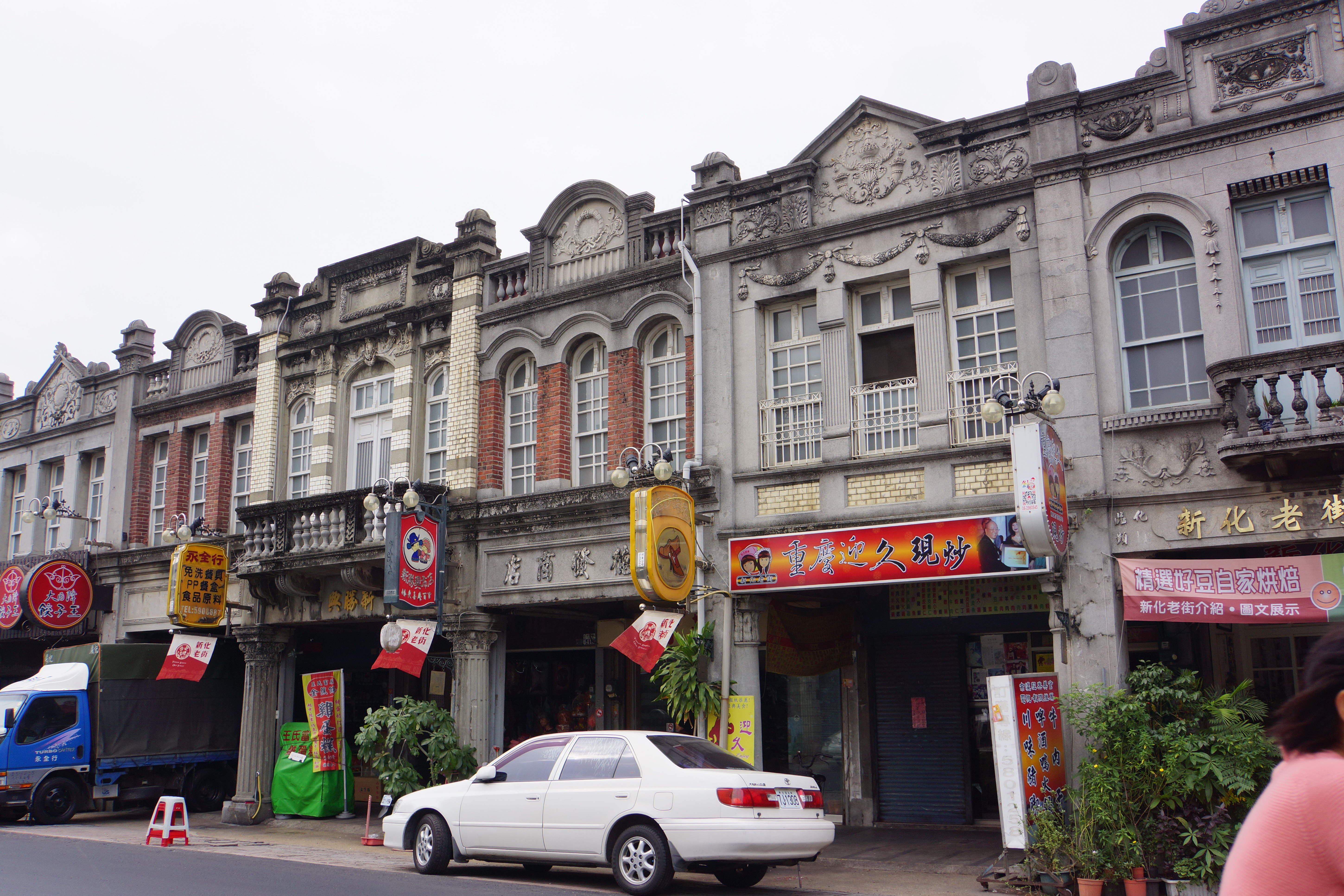
新化老街
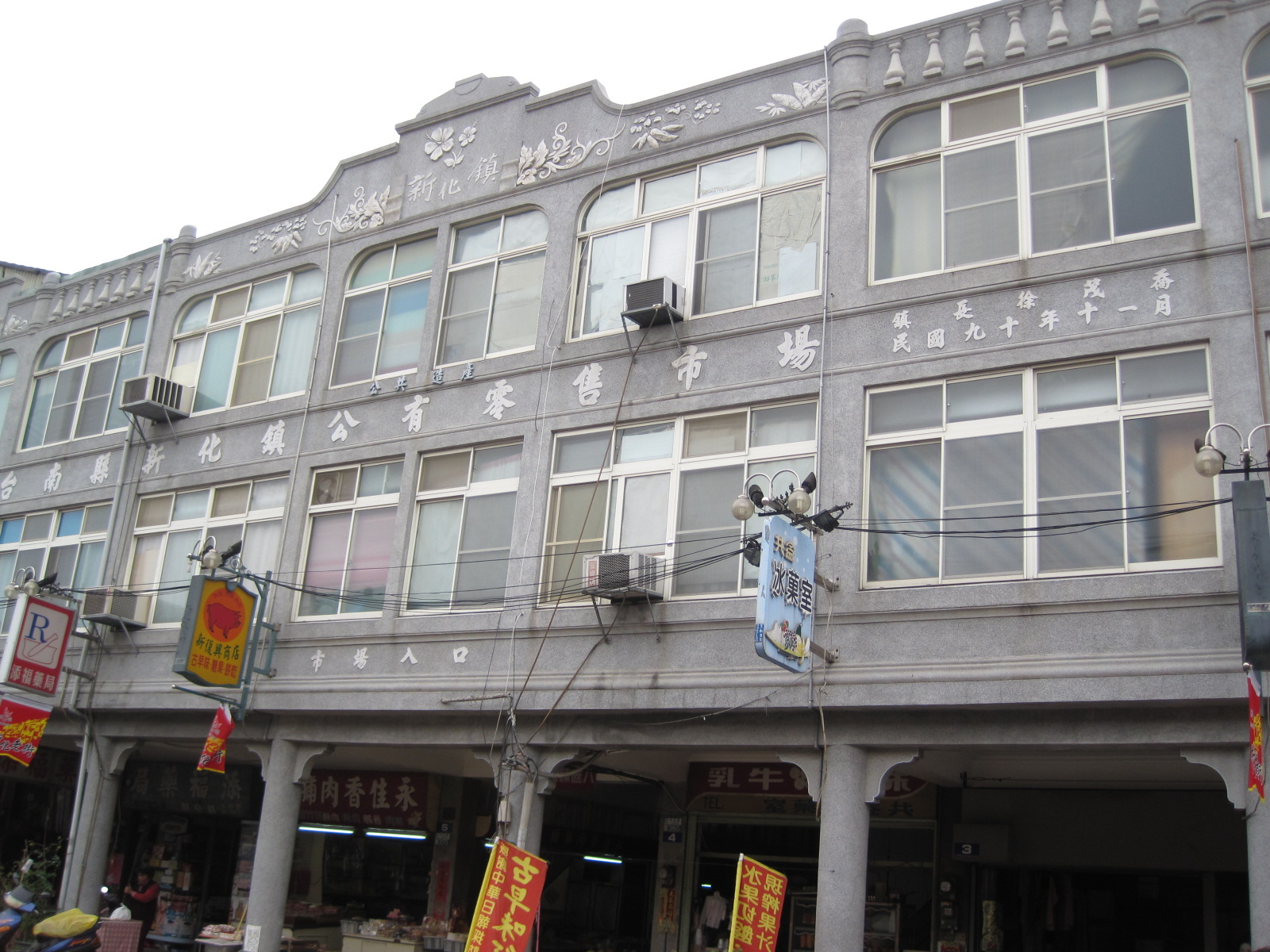
新化公有零售市場

### 麻豆歷史街區

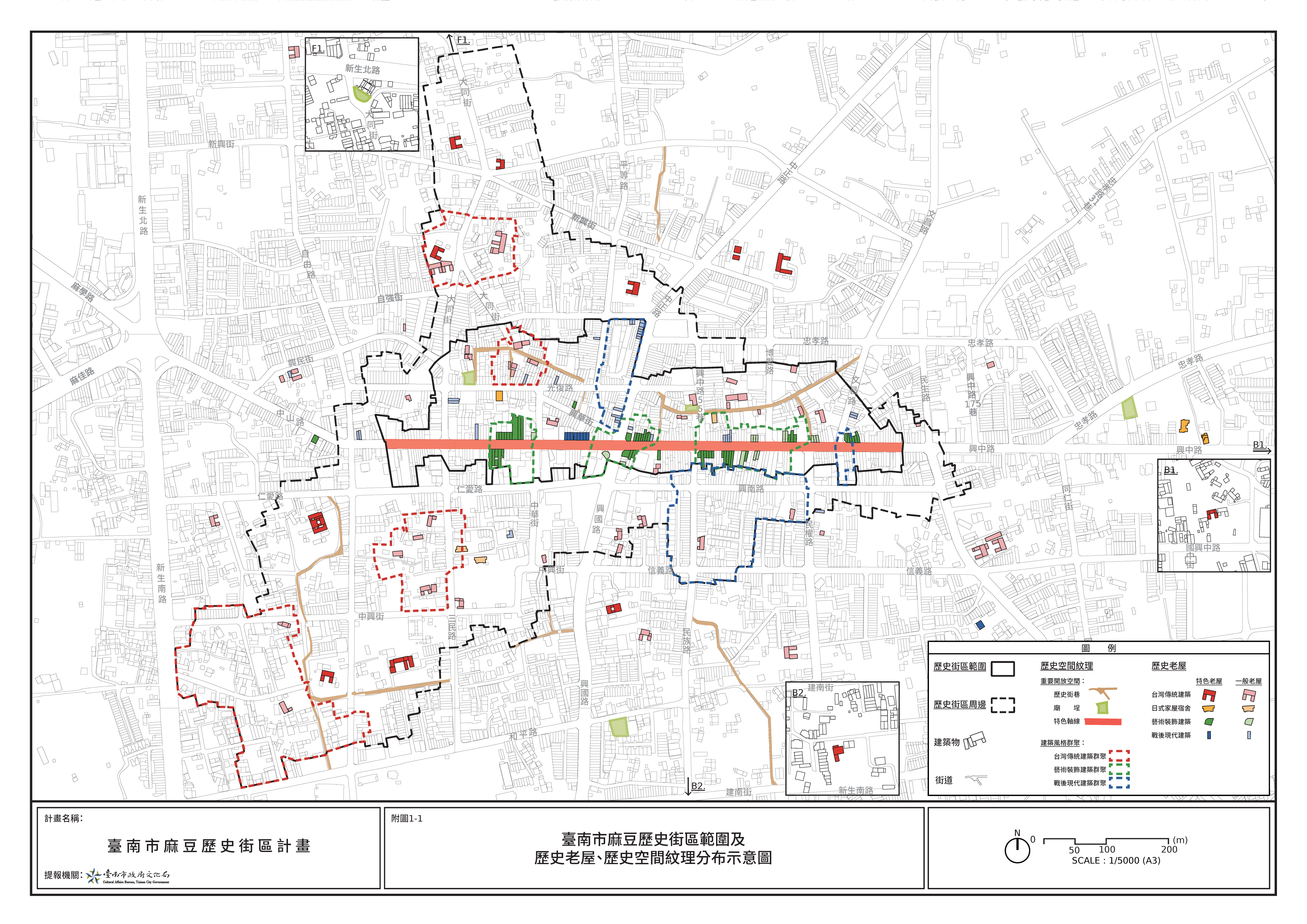
麻豆歷史街區計畫範圍

麻豆歷史街區於2020年1月公告，其範圍以麻豆老街和中央市場為核心，街區內仍保有許多棟台灣傳統建築和一些日式家屋宿舍，藝術裝飾風格街屋則是分布在中山路兩側。藉由歷史街區的指定，期望能促進麻豆歷史風貌的保存。
麻豆起源於西拉雅族最大規模的部落「蔴荳社」，其位於當時倒風內海附近，並形成了麻豆港（水堀頭一帶），為當時重要的交通及貿易節點。隨著荷蘭東印度公司的統治和漢人的移墾，漢人從原本聚居在蔴荳社外圍，勢力逐漸發展至社內，使當地平埔族漸被同化或遷居他處。至今麻豆人在描述市區內外空間時，仍以「社內」、「社外」稱之。在倒風內海淤積後，麻豆聚落核心向西遷移，轉移到了現今北極殿和護濟宮一帶，並形成了「頂街」和「下街」。經日治時期的市街改正與都市計畫發展，麻豆由頂街及下街演變為十字型的「大通」，大致奠定了治戰後街區發展的樣貌。 

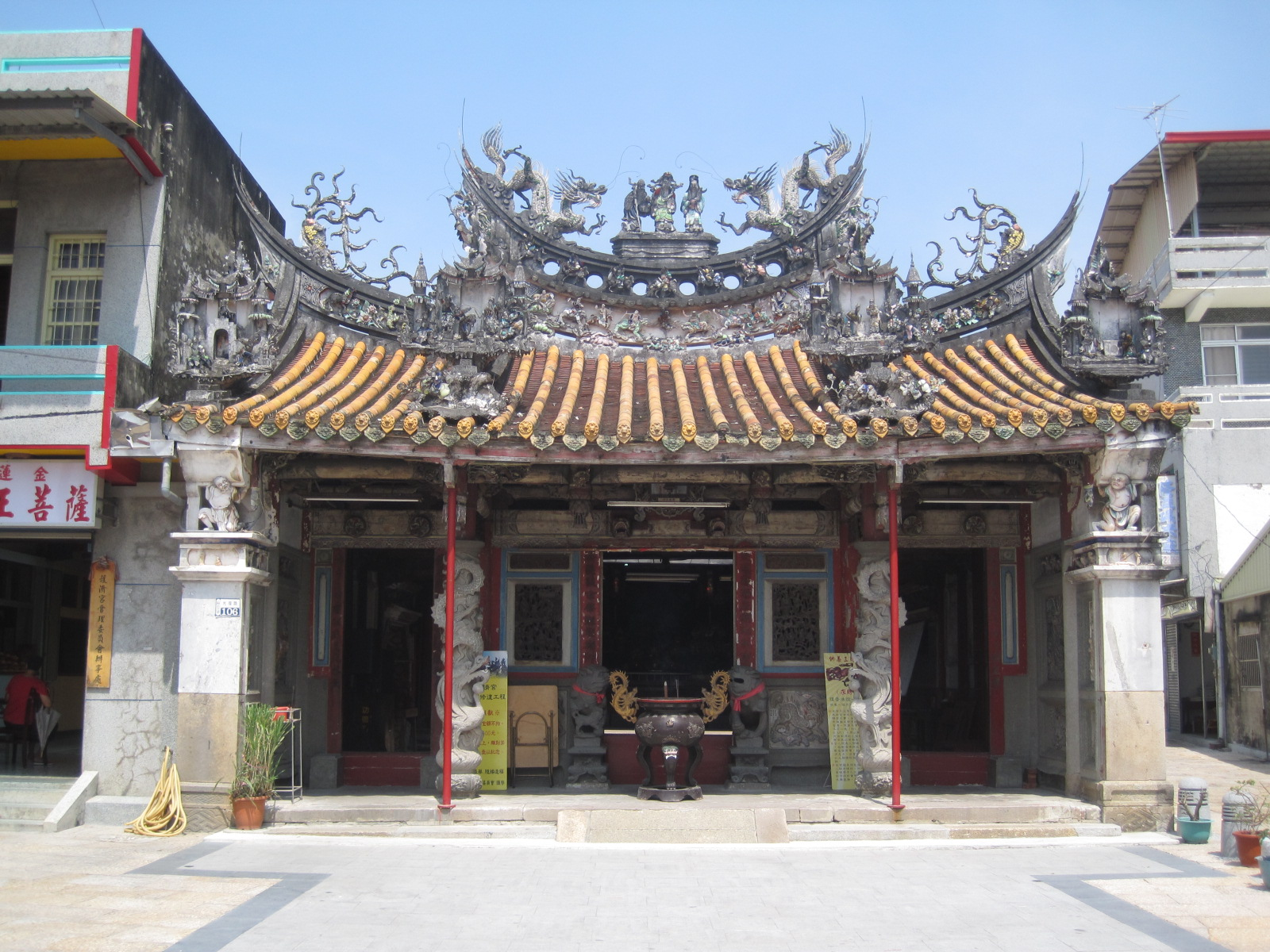
麻豆護濟宮
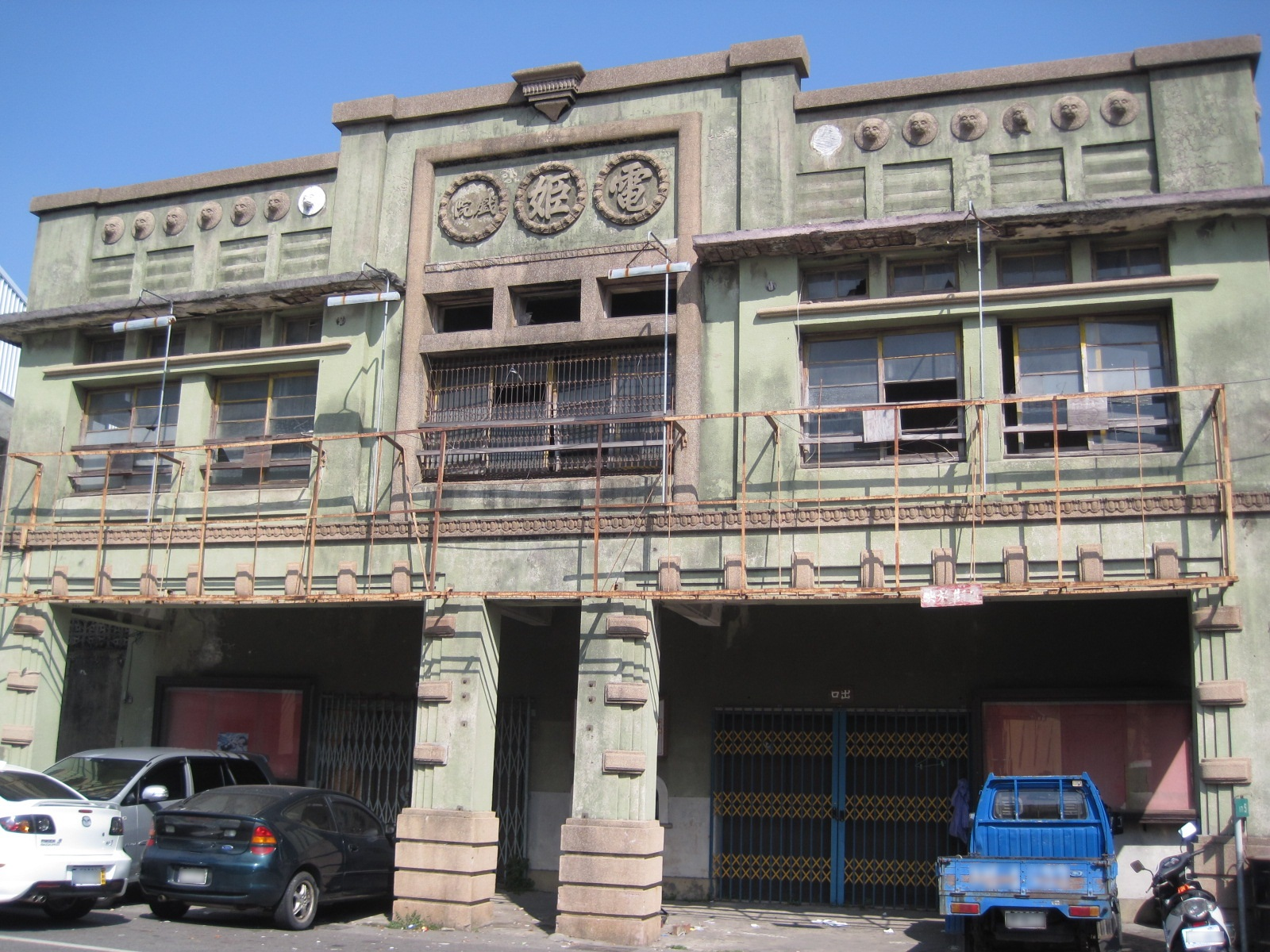
電姬戲院

## 相關連結
- 好舊。好-臺南市歷史街區振興補助計畫 （页面存档备份，存于）
- 台南市政府文化局-歷史街區計畫 （页面存档备份，存于）